# (9150) Zavolokin
(9150) Zavolokin est un astéroïde de la ceinture principale.

## Description
(9150) Zavolokin est un astéroïde de la ceinture principale. Il fut découvert le 27 septembre 1978 à Nauchnyj par Lioudmila Tchernykh. Il présente une orbite caractérisée par un demi-grand axe de 2,53 UA, une excentricité de 0,20 et une inclinaison de 7,5° par rapport à l'écliptique.

## Compléments